# Temple Zhenjue
Pour les articles homonymes, voir Temple des cinq pagodes.
 (septembre 2017).
Si vous disposez d'ouvrages ou d'articles de référence ou si vous connaissez des sites web de qualité traitant du thème abordé ici, merci de compléter l'article en donnant les références utiles à sa vérifiabilité et en les liant à la section « Notes et références ».
Le temple Zhenjue (chinois simplifié : 真觉寺 ; chinois traditionnel : 真覺寺 ; pinyin : zhēnjuésì), aussi appelé temple des cinq pagodes (五塔寺, wǔtǎsì), est un temple bouddhiste situé dans le district de Haidian à Pékin en république populaire de Chine, et construit au XVe siècle durant la dynastie Ming.
Le temple des cinq pagodes est un nom donné à ce type de temple, en Chine, inspiré par le temple de la Mahabodhi, situé en Inde.

## Histoire
L'origine de ce temple date de la volonté, lors du 12e mois de la 7e année Zhiyuan (zh) (至元) du règne de Kubilai Khan de la dynastie Yuan (août 1264 — 1294), soit 1270 de construire le temple Dahuguo Renwang (chinois : 大护国仁王寺 ; pinyin : dàhùguó rénwáng sì) dont la construction s'est achevée le 3e mois de la 11e année de cette période,. Le temple devait être à l'envergure de la ville de Dadu, nouvelle capitale de l'Empire mongol et de la dynastie Yuan. Ce temple devait servir de bureaux du dishi (帝师), Drogön Chögyal Phagpa. Ce dernier décède la 17e année Zhiyuan, soit 1280. Une grande stüpa y est alors établie pour recueillir ses śarīra (les reliques de son corps).
Le recoupement de différentes sources historiques laisse penser que ce temple était approximativement sur l'emplacement de l'actuel temple Zhenjue, notamment la construction d'un pont devant cet ancien temple situé au bord de la rivière Linchang (临长河). La présence de ce pont est décrit par différents documents de la dynastie Ming et de la dynastie Qing.
Les écrits établissent la construction du temple Zhenjue au XVe siècle, sous la dynastie Ming. Sous le règne de Yongle, une ambassade indienne offrit à l'empereur cinq statues de Bouddha ainsi qu'une maquette en pierre du temple de Mahabodhi. Ce fut cependant Xuanzong, en 1466, qui ordonna la construction d'un stupa pour abriter les cinq statues précédemment offertes. La construction du stupa fut achevée en 1473. 
Le temple fut en partie détruit par les Français et les Anglais en 1860.